# Дебітор
Дебітóр, або боржник — юридична чи фізична особа, яка має грошову або майнову заборгованість підприємству, організації чи установі. Дебітором можуть бути підприємство — наприклад, покупець, який не сплатив за відвантажену продукцію, виконані роботи чи послуги; векселедавець за наданими векселями; підприємство-постачальник за нестачу товарно-матеріальних цінностей, виявлену під час їх приймання; підприємство, яке отримало комерційний кредит; фінансові організації з переплати податкових платежів, поборів та інших відрахувань (протилежне поняття — кредитор).
Боржник зобов'язаний сплатити повну суму заборгованості перед кредитором у вказаний у договорі термін. Він також має право на відтермінування платежу, якщо це обумовлено у договорі (пролонгація, реструктуризація боргу, кредитні канікули).